# باريكالسيتول
باريكالسيتول (بالإنجليزية: Paricalcitol)‏ هو دواء يُستعمل في علاج فرط جارات الدرقية، واعتلال الكلية، وفرط جارات الدرق الثانوي، وقصور كلوي، ومرض الكلى المزمن حسب إدارة الغذاء والدواء الأمريكية.